# Max Saltsman
Pour les articles homonymes, voir Saltsman.
 (janvier 2022).
Si vous disposez d'ouvrages ou d'articles de référence ou si vous connaissez des sites web de qualité traitant du thème abordé ici, merci de compléter l'article en donnant les références utiles à sa vérifiabilité et en les liant à la section « Notes et références ».
Samuel Mayer "Max" Saltsman (29 mai 1921-28 novembre 1985) est un homme politique fédéral canadien de l'Ontario. Il siège à la Chambre des communes de 1964 à 1979.

## Biographie
Né à Toronto, Saltsman étudie dans les écoles de Spadina et à la Central Technical School (en), mais quitte l'école à l'âge de 14 ans pour travailler et aider sa famille.
Durant la Seconde Guerre mondiale, il sert dans l'Aviation royale canadienne en France, Pays-Bas et en Allemagne.

### Carrière politique
Élu député néo-démocrate à la faveur d'une élection partielle en 1964. Il est réélu en 1965, 1968, 1972 et 1974. De 1976 à 1977, il est critique néo-démocrate en matière de finance et de recettes publiques. Saltsman a également rédigé un projet de loi d'initiative parlementaire dans le but de créer une association entre le Canada et les Îles Turques-et-Caïques, mais le projet n'a jamais été soumis au vote de la Chambre. Il ne se représente pas en 1979.
Avant sa carrière fédérale, Saltsman a été conseiller à Galt (en) de 1961 à 1964. En 1984, le premier ministre ontarien Bill Davis le nomme au Comité de contrôle de l'inflation. Après avoir planifié un retour en politique municipale en tant que conseiller de Cambridge en 1985, il annonce renoncer à son projet après avoir appris être atteint d'un cancer du foie en phase terminale.